# IC 4787
IC 4787 је спирална галаксија у сазвјежђу Паун која се налази на листи објеката дубоког неба у Индекс каталогу.
Деклинација објекта је - 68° 40' 57" а ректасцензија 18h 56m 3,9s. Привидна величина (магнитуда) објекта IC 4787 износи 14,0 а фотографска магнитуда 14,6. IC 4787 је још познат и под ознакама ESO 72-4, AM 1850-684, PGC 62579.